# Ctenotus tanamiensis
Ctenotus tanamiensis är en ödleart som beskrevs av  Storr 1970. Ctenotus tanamiensis ingår i släktet Ctenotus och familjen skinkar. Inga underarter finns listade i Catalogue of Life.